# Bahia Honda Key

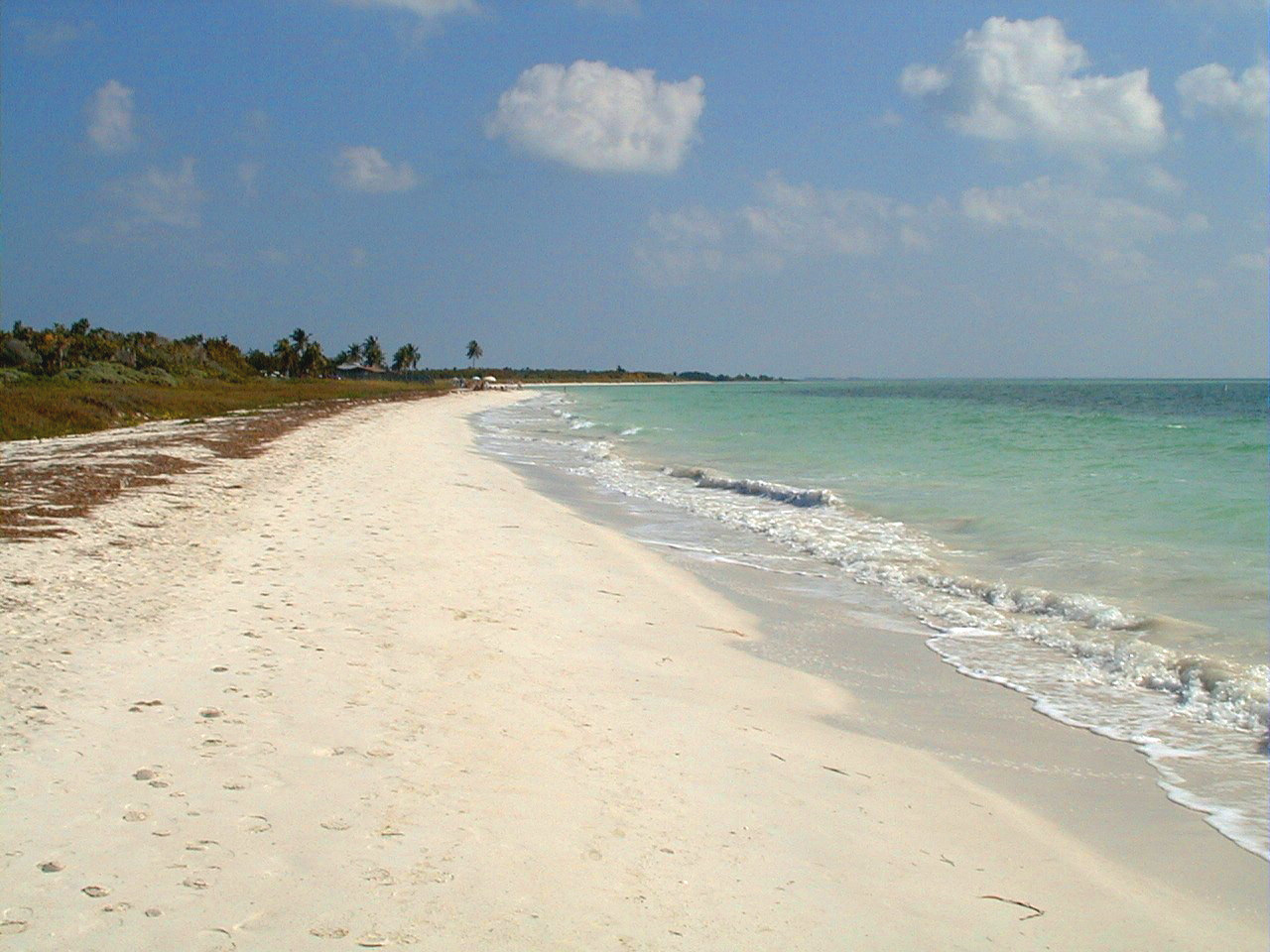
Foto de uma das praias da ilha.

Bahia Honda Key é uma ilha situada no sul do Estado da Flórida, nos Estados Unidos, no arquipélago de Florida Keys.
Bahia Honda Key State Park é um parque situado na ilha, a cerca de 60 km de Key West, conectado à ilha através da rodovia US 1. Sua praia foi considerada a mais bonita dos Estados Unidos em 1992.